# Saint-Hippolyte (Aveyron)
Saint-Hippolyte is een gemeente in het Franse departement Aveyron in de regio Occitanie en maakt deel uit van het arrondissement Rodez. De gemeente telde 426 inwoners op 1 januari 2022.

## Geschiedenis
Saint-Hippolyte (Aveyron) maakte deel uit van het kanton Entraygues-sur-Truyère tot het op 22 maart 2015 werd opgeheven en de gemeenten werden opgenomen in het kanton Lot et Truyère.

## Geografie
De oppervlakte van Saint-Hippolyte (Aveyron) bedraagt 36,87 vierkante kilometer; Op 1 januari 2022 was de bevolkingsdichtheid 11,6 inwoners per km².

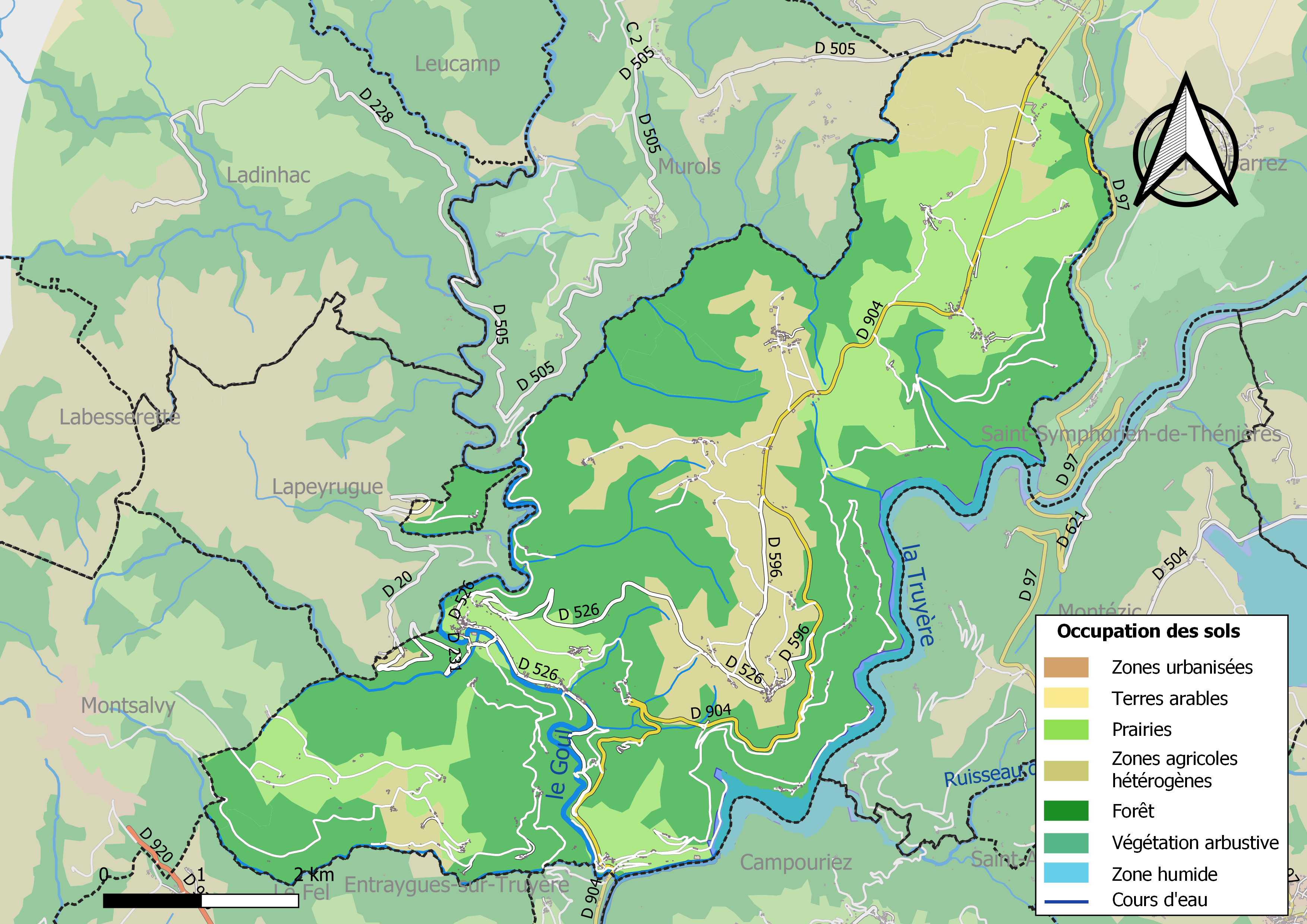
Kaart van de gemeente met de belangrijkste infrastructuur, bodemgebruik en omliggende gemeenten

## Demografie
Onderstaande figuur toont het verloop van het inwonertal.
Vanwege een beveiligingsprobleem met de MediaWiki Graph-software is het momenteel niet mogelijk deze grafiek weer te geven. Zodra de software is bijgewerkt zal de grafiek vanzelf weer zichtbaar worden.
Bessuéjouls · Campuac · Le Cayrol · Coubisou · Entraygues-sur-Truyère · Espalion · Espeyrac · Estaing · Le Fel · Golinhac · Le Nayrac · Saint-Hippolyte · Sébrazac · Villecomtal